# Crkva Rođenja Presvete Bogorodice u Srijemskim Lazama
Crkva Rođenja Presvete Bogorodice nalazi se u naselju Srijemske Laze, općina Stari Jankovci.

## Ustrojstvo
Crkva je u sastavu Osječkopoljske i Baranjske eparhije (Dalj), Vukovarskog namjesništva (Vukovar) te Srpske pravoslavne crkve sa sjedištem u Beogradu.

## Povijest
Crkva u Srijemskim Lazama, u starom selu Laz koje se nalazilo nešto južnije od današnjeg položaja sela izgrađena je 1764. godine i bila je posvećena svetim Arhistratizima, a kada je selo premješteno na današnju lokaciju, izgrađena je 1793. godine crkva posvećena Rođenju Presvete Bogorodice, praznik u narodu poznat pod imenom Mala Gospojina.

## Parohija
Parohija Srijemskolazačka ima 177 domaćinstava, a paroh je jerej Sava Simić.
Adresa:
Srijemske Laze, Branislava Nušića 3, 32241 Stari Jankovci

## Vanjske poveznice
- Stari Jankovci/vjerski život/Crkvena opština S. Laze